# Doix
Doix era un comune francese del dipartimento della Vandea nella regione dei Paesi della Loira. Dal 1º gennaio 2016 si è fuso con il comune di Fontaines per formare il nuovo comune di Doix-lès-Fontaines di cui è divenuto comune delegato.

## Storia

### Simboli
Lo stemma comunale era stato adottato nel 2008.
Riprende il blasone di Étienne Daurat (d'azzurro, allo scaglione d'oro, accompagnato da tre stelle d'argento), antico signore di Doix che nel XVII secolo iniziò la bonifica delle paludi. Nel capo è riprodotto l'emblema del priore François Gusteau (Fontenay-le-Comte, 13 marzo 1699 – Doix, 22 marzo 1761), celebre poeta locale.

## Società

### Evoluzione demografica
Abitanti censiti